# Tanytarsus hastatus
Tanytarsus hastatus är en tvåvingeart som beskrevs av James E. Sublette och Sasa 1994. Tanytarsus hastatus ingår i släktet Tanytarsus och familjen fjädermyggor.
Artens utbredningsområde är Guatemala. Inga underarter finns listade i Catalogue of Life.